# Jesper Velgaard Olsen
Jesper Velgaard Olsen és un professor danès de química analítica a la Universitat de Copenhagen i vicedirector del Novo Nordisk Foundation Center for Protein Research. El professor Jesper V. Olsen és conegut per les seves aportacions en el camp de la fosfoproteòmica quantitativa, pels seus estudis del receptor Erb2 i les seves innovacions en la dissociació molecular induïda per col·lisió i en el desenvolupament de proteòmica basada en espectrometria de masses d'alta resolució.
Jesper V Olsen va estudiar química analítica al grup de Roman Zúbarev a la Universitat del Sud de Dinamarca a Odense, i va obtenir el seu doctorat en bioquímica i biologia molecular al laboratori de Matthias Mann.
El professor Olsen és autor de decenes d'articles científics d'alt impacte que acumulen més de 50.000 cites, i ha estat reconegut com un dels científics més citats durant el 2021 segons el ranking Highly Cited Researchers de Web of Science. Jesper V. Olsen ha rebut diversos premis de recerca, entre els quals destaca el premi HUPO Young Investigator Award en proteòmica i el premi KFJ de la fundació danesa Kirsten and Freddy Johansen’s Foundation dotat amb 1,5 milions de corones daneses per les seves aportacions al camp de la biomedicina.